# Poliolais
Poliolais is een geslacht van zangvogels uit de familie Cisticolidae.

## Soorten
Het geslacht kent de volgende soort:
- Poliolais lopezi – Witstaartzanger